# Nordlig rödnäbbstoko
Nordlig rödnäbbstoko (Tockus erythrorhynchus) är en afrikansk fågel i familjen näshornsfåglar inom ordningen härfåglar och näshornsfåglar med omstridd systematik.

## Utbredning och systematik
Fågeln förekommer från Sierra Leone till Somalia och söderut till Tanzania. Tidigare ingick nordlig rödnäbbstoko i komplexet rödnäbbad toko vars fem taxon kempi, erythrorhynchus, ruahae, rufirostris och damarensis numera givits artstatus numera vanligen givits artstatus. BirdLife International urskiljer dock endast damarensis som egen art, medan tongivande Howard & Moore behåller dem alla i erythrorhynchus.

## Status
IUCN kategoriserar arten som livskraftig, men inkluderar alla taxon i komplexet utom damarensis.